# Orgelbau Breinbauer

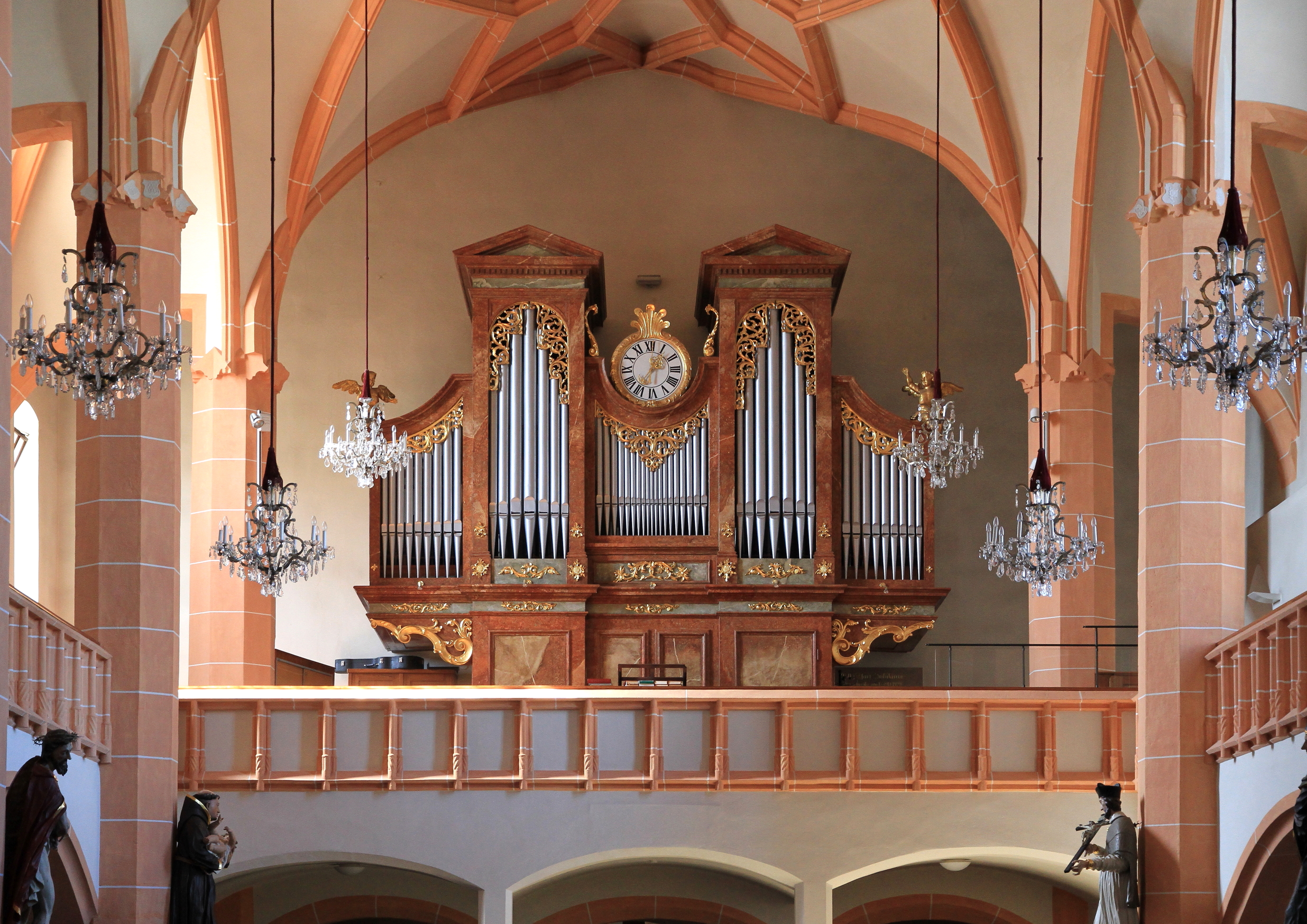
Pfarrkirche Steinakirchen am Forst

Die Orgelbauanstalt Breinbauer war zwischen 1830 und 1920 eines der bedeutendsten österreichischen Orgelbauunternehmen. Aus dem Betrieb, der in Ottensheim an der Donau in Oberösterreich seinen Sitz hatte, gingen um die 300 Instrumente hervor.

## Geschichte
Die Familie Breinbauer war um das Jahr 1800 Mühlen- und Sägewerksbesitzer in Haibach nahe Passau. Johann und Anna Maria Breinbauer hatten zumindest drei Kinder, Mathias (* 4. April 1803), Anna Maria (* 2. Mai 1804) und Josef (* 17. Februar 1807), wobei Josef Breinbauer das Anwesen übernehmen sollte.

### Josef Breinbauer (1807–1882)
Josef interessierte sich jedoch eher für Musik, insbesondere für Kirchenmusik. Besonders fasziniert war er von der großen Orgel im Dom St. Stephan zu Passau, eine der größten Orgeln der Welt. Er war Mitglied des Kirchenchores in der Pfarrei Freinberg. In seiner kargen Freizeit begab er sich immer ins nahe Passau, um den Orgelbauern bei ihrer Arbeit zuzusehen und auch mitzuhelfen. Der Klerus von Passau und Pater Laurenz Haasreiter (1826–1834 Pfarrer in Freinberg) erkannten das Talent Josefs, förderten es und versuchten seinen Vater zu überreden, ihn doch das Handwerk des Orgelbauers erlernen zu lassen. Am 26. März 1830 wurde dann seiner Schwester Anna Maria und ihrem Bräutigam, Josef Ratzinger (ein Vorfahr in direkter Linie des Papstes Benedikt XVI.), der Besitz überschrieben. Josef Breinbauer bekam 750 Gulden Abfindung. Mit Hilfe dieser baute er 1830–31 seine erste Orgel als Autodidakt, die er nach Bogenhofen bei Braunau für 96 Gulden verkaufte. Darauf begab er sich zwei Jahre auf Wanderschaft, wobei in einem ausgezeichneten Zeugnis von Nikolaus Müller, Orgelbauer in Klagenfurt, seine Fähigkeiten dokumentiert sind.
In Haibach baute er etwa zehn weitere Orgeln. Danach suchte er ein größeres Gebäude und wurde in Ottensheim fündig. Er erwarb vom Stift Wilhering die alte, nicht mehr benutzte Spitalskirche. 1844 übersiedelte er dorthin. So entstanden bis zu seinem Tod (27. April 1882) etwa 70 Orgelwerke für Kirchen im größeren Umkreis von Ottensheim, bis nach Tschechien in Vyšší Brod. Unter anderem die Orgeln von (geordnet nach dem Jahr ihrer Entstehung):
 Tragwein, Pregarten, Haibach ob der Donau, Haslach, St. Agatha, Natternbach, Waizenkirchen, Marchtrenk, Niederwaldkirchen, Grieskirchen, Altaussee, Oberplan, Gallspach, Ulrichsberg, Wallern, Oberkappel, Pfarrkirche Maria Laah, Kleinmünchen, Aschach, Steyregg, Teplitz, Grein, Oftering, Pasching, Schönering, Hörsching und Schardenberg.
Auf Grund seiner Tätigkeit als Orgelbauer gab es regen Kontakt zu Anton Bruckner, der von 14. November 1855 bis 1868 Domorganist in Linz war. In einem Brief an das bischöfliche Ordinariat vom 14. Oktober 1856 schlug Bruckner den Herrn Orgelbauer Preinbauer aus Ottensheim als Orgelbauer für den Umbau und Erweiterung der ursprünglich aus der Stiftskirche Engelszell stammenden und von Franz Xaver Krisman (1726–1795) gebauten Orgel im alten Dom in Linz vor.
Josef Breinbauer war auch maßgebend an dem Zustandekommen der 1. Ottensheimer Drahtseilbrücke 1871 beteiligt.
1858 heiratete er Anna Maria Ortner aus Aschach. Mit dieser hatte er zwei Söhne, wovon Leopold Breinbauer (* 15. Jänner 1859; † 18. Mai 1920) nach dem Tod seines Vaters die Orgelbauwerkstätte übernahm.

### Leopold Breinbauer sen. (1859–1920)

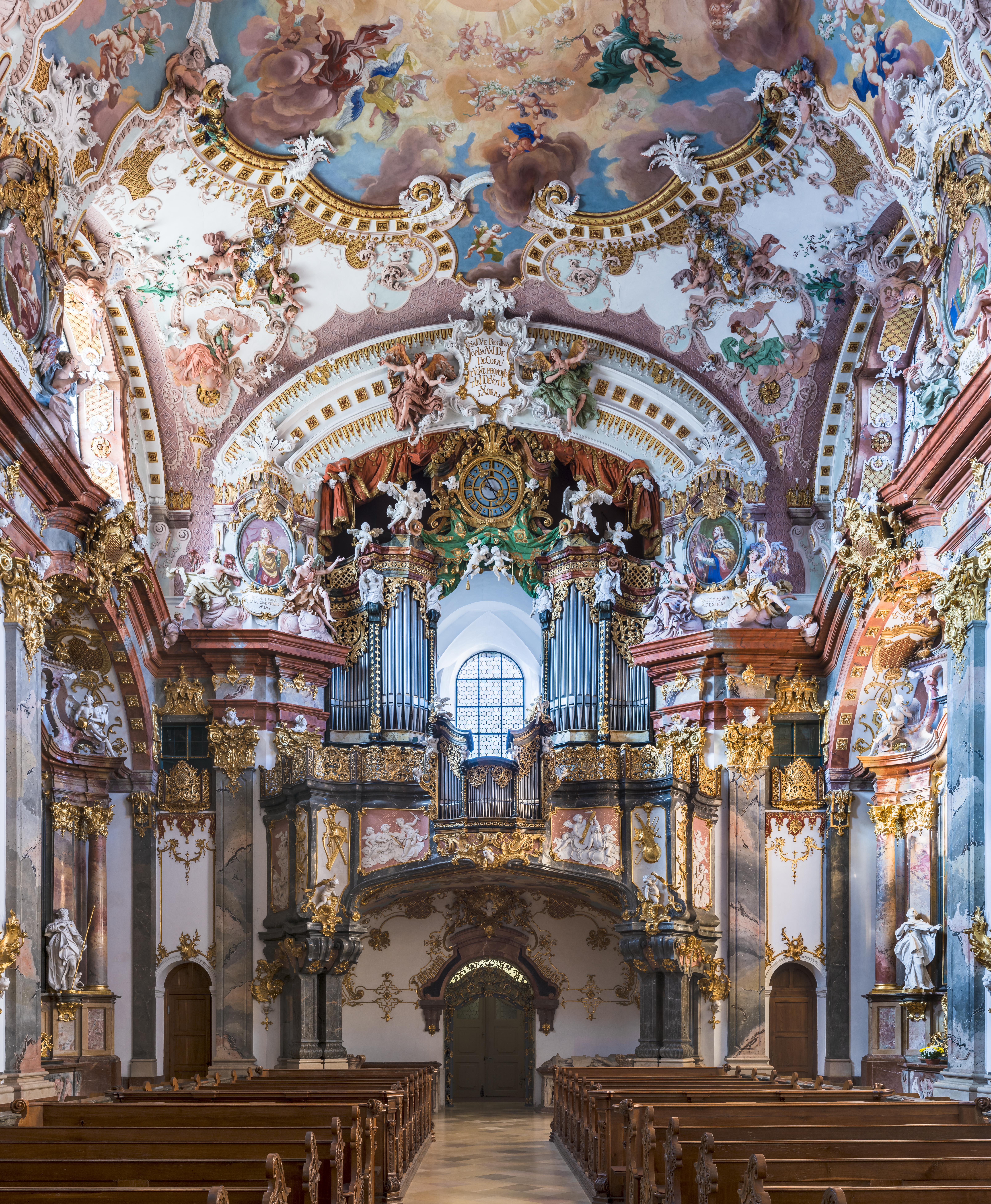
Orgel der Stiftskirche Wilhering von Leopold Breinbauer sen. (1884)

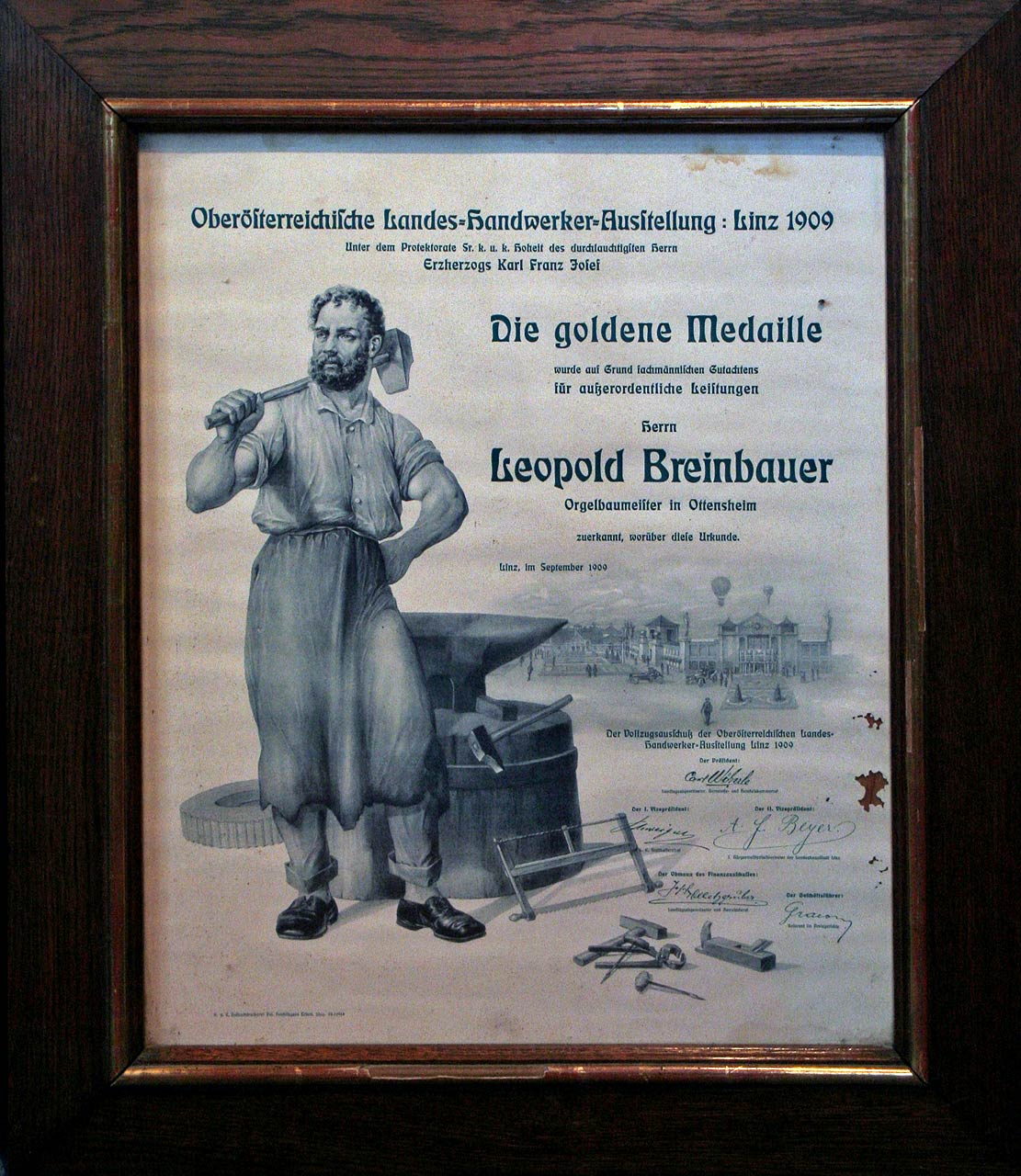
Goldene Medaille, Oberösterreichische Landes-Handwerker-Ausstellung Linz 1909

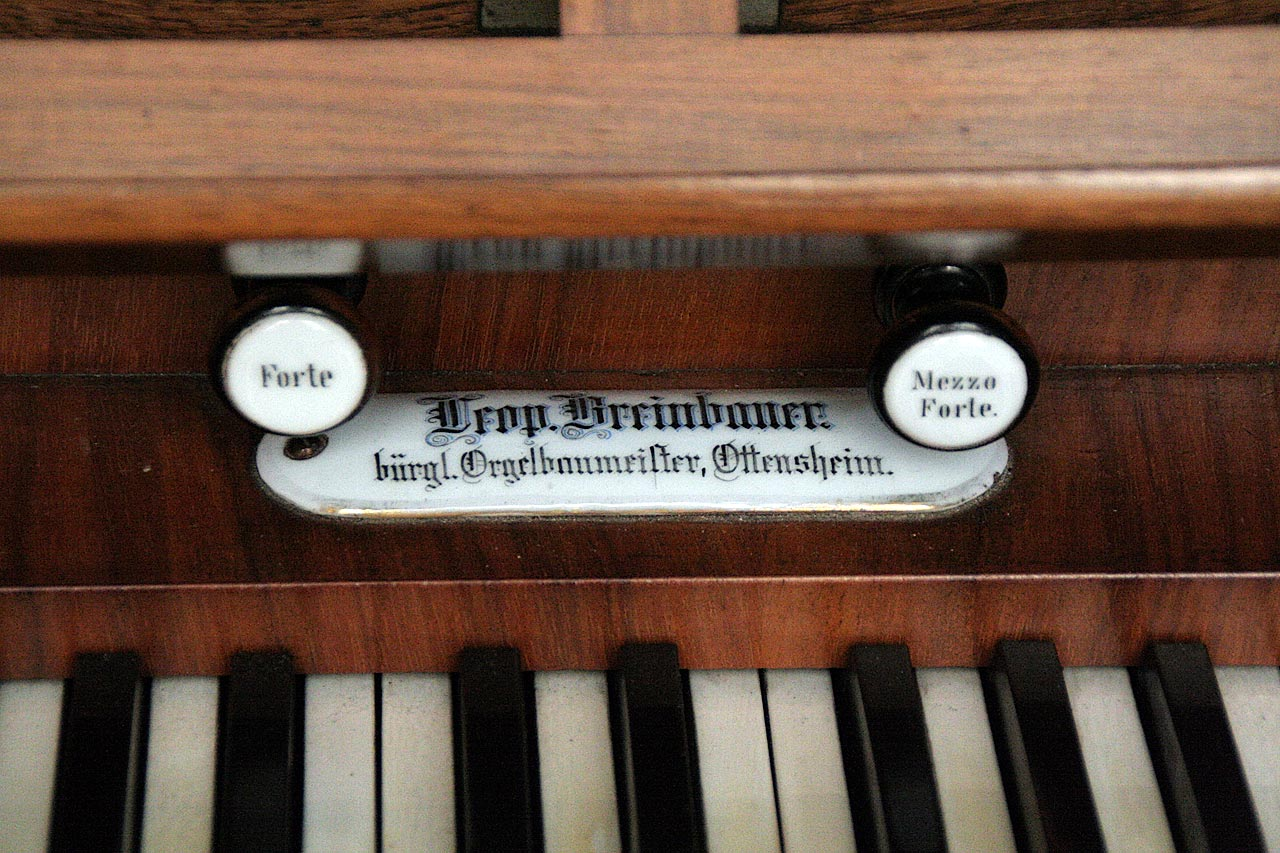
Firmenschild: Leop. Breinbauer

Nun begann die Hochblüte der Orgelbaukunst in Ottensheim. Fruchtbringend wirkte sich auch die Tätigkeit des Tonkünstlers Josef Calasanz Waldeck aus. Er war ein Bruder von Karl Borromäus Waldeck, der Domorganist, Domkapellmeister, Komponist und ein Schüler Anton Bruckners war. Josef Waldeck war ein Freund der Familie und als Oberlehrer und Chorregens in Ottensheim tätig. Leopold wurde stark von ihm beeinflusst.
Leopold Breinbauer war auch für die Ortskommune aktiv tätig. So war er unter anderem 1892 Mitinitiator der 1. Märktischen Wasserleitung von Ottensheim. Als erstes großes Werk vollendete er 1884 die Orgel in der Stiftskirche Wilhering. 1888 erbaute er die Orgel in seinem Heimatort Ottensheim. Wie bei vielen seiner Werke so wurden auch bei dieser Orgel die Schnitzereien von der in Ottensheim ansässigen Altarbauwerkstätte Kepplinger gestaltet. Eine der größten Orgeln, die Breinbauers Werkstätte verließ, ist die 1892 erbaute Hauptorgel der Klosterkirche von Hohenfurth in Südböhmen. Um 1905 lieferte Leopold noch eine pneumatische Chororgel für diese Klosterkirche. Beide Orgeln sind noch im Originalzustand erhalten und immer noch sehr gut spielbar, was von einer gediegenen handwerkliche Qualität spricht.
Der Großbrand von Ottensheim am 7. Juni 1899 war auch für die Firma Breinbauer eine sehr schwere finanzielle Belastung. Durch die Hitze des Brandes stürzte das Hauptgewölbe der Spitalskirche ein und begrub eine bereits fertiggestellte, zusammengebaute Orgel (Stiftsorgel für Schlierbach) und zwei halbfertige Orgelwerke unter sich. Ebenfalls wurden der ganze Holzvorrat und der Großteil der Maschinen, Werkzeuge und Schablonen vernichtet. Auch das Wohnhaus fiel dem Feuer zum Opfer. Mit vereinten Kräften wurde alles wieder instand gesetzt und der Betrieb fortgeführt.
In seine Schaffensperiode fiel die Technisierung der Orgeln. Die konventionell rein mechanischen Kegelladen wurden um 1900 auf pneumatische und später elektropneumatische Steuerungen umgestellt. Die erste mit pneumatischer Steuerung gebaute und zugleich eine der größten von ihm gebauten Orgeln war jene für Freistadt. Im Jahre 1909 wurde Breinbauer mit der Goldenen Medaille der Oberösterreichischen Landes Handwerker- und Industrieausstellung ausgezeichnet.
Zu den Orten, in denen Orgeln von Leopold Breinbauer gebaut oder erneuert wurden, gehören etwa Aigen, Alkoven, Altenmarkt/Yspertal, Altmünster, Amstetten, Ansfelden, Attnang-Puchheim (Wallfahrtsbasilika Maria Puchheim), Bach bei Schwanenstadt, Braunau, Ebensee, Eferding, Eidenberg, Ernsthofen, Esternberg, Feldkirchen, Gallneukirchen, Goldwörth, Gramastetten, Grieskirchen, Gutau, Haag, Haslach, Herzogsdorf, Kirchberg, Klaus, Königswiesen, Maria Laah, Leonding, Leonfelden, Mattighofen, Neufelden, Niederkappel, Oberneukirchen, Pabneukirchen, Pasching, Peilstein, Perg, Peuerbach, Pfarrkirchen, Pregarten, Puchenau, Reichenau, Rohrbach, Sarleinsbach, Suben, St. Agatha, St. Georgen, St. Martin, St. Peter, St. Valentin, Schärding, Maria Scharten, Schönau, Steyr (Christkindl), Traun, Traunkirchen, Vorderweißenbach (diese befindet sich heute in Neußerling), Waizenkirchen, Weibern, Ysper oder Zwettl.
Auch für das nahe gelegene Böhmen wurden etwa 30 Orgeln gebaut. Durch seinen guten Ruf konnte er sogar Werke in der Steiermark (nach Gamlitz, Landl und Leoben), in Wien und Stammersdorf bei Wien errichten. Auch im Ausland waren seine Orgeln begehrt. So gab es Aufträge aus Göttingen, Luzern, Triest, Odessa und Saloniki.
Am 25. Februar 1884 hatte Leopold Breinbauer Sen. Franziska Moser (* 27. Dezember 1859; † 13. September 1950) geheiratet. Er starb, vermutlich an Darmverschluss, mit 61 Jahren am 18. Mai 1920 und wurde drei Tage später in Ottensheim beerdigt. Aus dieser Ehe waren acht Kinder hervorgegangen, sechs Mädchen und zwei Buben. Die Söhne führten die Orgelbauanstalt weiter.

### Leopold Breinbauer jun. (1886–1920) und Rudolf Breinbauer (1888–1973)
Leopold (* 9. November 1886) war der Musiker in der Familie. Er besuchte die Staatsgewerbeschule in Linz. Anschließend belegte er elektrotechnische Studien in Mittweida bei Chemnitz. Er besaß das so genannte Absolute Gehör, was bei der Abstimmung der Orgelpfeifen von großem Vorteil war. Er war ein begnadeter Organist und Pianist. Leopold Breinbauer erlernte das Orgelbauhandwerk nicht nur bei seinem Vater, sondern auch bei anderen namhaften Orgelbauwerkstätten in Luzern und in der Schweiz. Die letzte und zugleich einzige unter Leopold jun. gebaute Orgel war jene im Jahr 1920, schon mit elektropneumatischem System, für die Staat-Lehrer u. Lehrerinnenbildungsanstalt in Linz.
Der zweite Sohn Rudolf (* 13. April 1888) war der Künstler der Familie Breinbauer. Er besuchte die Staatsgewerbeschule (für bildende Kunst) in Linz, die Bildhauerschule in Hallstatt, und ging auf Wanderschaft. Dann war er im elterlichen Betrieb und auch eigenständig als Bildhauer tätig.

### Erster Weltkrieg und Folgejahre
Im Jahre 1914 wurden Leopold jun. und Rudolf zum Kriegsdienst an die Südfront eingezogen. Der Orgelbau wurde eingestellt. Vater Leopold musste von vielen Orgelbauwerken die aus Zinn bestehenden Orgelpfeifen ausbauen und für die Kriegsmaschinerie abliefern. Gegen Ende des Krieges kamen beide Söhne in italienische Gefangenschaft. Erst 1919 wurden sie freigelassen. Rudolf kam Oktober 1919 wieder zurück nach Ottensheim. Leopold erreichte seine Heimat bereits sehr geschwächt und krank. Im Oktober 1919 kündigt sich seine schwere Erkrankung (Blutkrankheit mit Milzanschwellung) an. Am 9. Jänner 1920 starb Leopold Breinbauer jun. an den Spätfolgen der Strapazen des Ersten Weltkrieges.
Auch der Vater Leopold Breinbauer war schon krank und fühlte sich nicht in der Lage, am Begräbnis seines Sohnes teilzunehmen. Bald darauf kam er in das Spital der Barmherzigen Schwestern nach Linz. Mit der Diagnose Magenkrebs wurde er am 10. April 1920 nach Hause geschickt und starb am 18. Mai 1920.
Das Unternehmen wurde anfangs von Rudolf Breinbauer fortgeführt, er führte noch offene Restarbeiten aus, 1921 übernahm aber die Orgelbauanstalt Wilhelm Zika (1872–1955) – und in weiterer Folge Helmut Kögler – den Betrieb. Damit war das Ende der Orgelbauanstalt unter dem Namen Breinbauer gekommen. Rudolf Breinbauer machte sich später aber als Bootsbauer einen Namen.

## Durch Angehörige der Familie Breinbauer errichtete Orgeln (Auswahl)
| Jahr    | Ort                              | Kirche                                                              | Bild       | Manuale | Register | Bemerkungen |
| ------- | -------------------------------- | ------------------------------------------------------------------- | ---------- | ------- | -------- | --- |
| 1836    | St. Willibald OÖ                 | Pfarrkirche St. Willibald                                           |            |         |          | Orgel von Josef Breinbauer wurde 1896 von Leopold Breinbauer umgebaut |
| 1848    | Bad Kreuzen                      | Pfarrkirche Bad Kreuzen                                             |            |         |          | Die Orgel von Josef Breinbauer aus 1848 wurde 1895 von Leopold Breinbauer instand gesetzt |
| 1850    | Eferding                         | Bis 1964 im Alten Linzer Dom, danach Schloss Starhemberg, Ahnensaal |            |         | 6        | Von Josef Breinbauer. Bis 1964 im Alten Linzer Dom, danach restauriert und im Ahnensaal des Schlossmuseums aufgestellt. Es wird angenommen, dass der Komponist Anton Bruckner während seiner Zeit als Linzer Domorganist auf ihr gespielt hat.                                                           |
| 1855    | Saxen                            | Pfarrkirche Saxen                                                   |            | I/P     | 13       | Von Josef Breinbauer errichtet, 2003 restauriert durch Orgelbau Kögler. |
| 1860    | Zell an der Ybbs                 | Pfarrkirche Zell an der Ybbs                                        |            | I/P     | 9        | Von Josef Breinbauer errichtet, 2010 restauriert durch Franz Windtner. |
| 1861    | Arbing im Mühlviertel            | Pfarrkirche Arbing                                                  |            | I/P     | 6        | Von Josef Breinbauer ab 1858 errichtet. Anfang der 2000er Jahre wurde die fast vollständig erhaltene Orgel restauriert. Josef Breinbauer, Ottensheim |
| 1864    | Ansfelden                        | Pfarrkirche Ansfelden                                               |            | I/P     | 11       | Von Josef Breinbauer als mechanische Schleifladenorgel mit kurzer Oktav erbaut. Da Anton Bruckner in Ansfelden geboren wurde und Bezug zur Pfarrkirche hatte, wird das Instrument gern „Kleine Brucknerorgel“ genannt. 2009 wurde die fast vollständig erhaltene Orgel von der Firma Kögler restauriert. |
| 1869    | dt. Wallern, Tschechien          | St. Katharina (Volary)                                              |            | I/P     | 13       | Von Josef Breinbauer errichtete Orgel. |
| 1870    | Engelhartszell                   | Filialkirche Stadl-Kicking                                          |            | I/P     | 7        | Von Josef Breinbauer errichtete Orgel. |
| 1871    | Ernsthofen                       | Pfarrkirche Ernsthofen                                              |            | I/P     | 10       | Von Josef Breinbauer errichtete Orgel; Orgel derzeit stillgelegt. |
| 1876    | Aschach an der Donau             | Pfarrkirche                                                         |            | I/P     | 7        | Von Josef Breinbauer restauriert 2004 durch Reinhold Humer. |
| 1877    | Teplitz                          | Elisabethkirche                                                     |            | II/P    | 19       | Von Josef Breinbauer errichtete Orgel. |
| 1878    | Hofkirchen im Mühlkreis          | Pfarrkirche Hofkirchen im Mühlkreis                                 |            | I/P     | 11       | Orgel aus 1730 mit Umbauten in 1878 durch Josef Breinbauer. |
| 1878    | Steinakirchen am Forst           | Pfarrkirche Steinakirchen am Forst                                  |            | II/P    | 21       | 1878/79 von Josef Breinbauer, nach einem dramatischen Unfall auf der Donau bei Linz, bei dem Orgelteile ins Wasser fielen, geliefert. 1929, anlässlich des 950-jährigen Pfarrjubiläums, baute die Firma Gebrüder Mauracher eine neue Orgel mit etwa 1450 Pfeifen in das Breinbauer-Gehäuse ein.          |
| 1879    | Els                              | Pfarrkirche Els                                                     |            | I/P     | 7        | |
| 1879    | Puchkirchen am Trattberg         | Pfarrkirche Puchkirchen am Trattberg                                |            | I/P     | 6        | Disposition. Nicht gesichert, dass die Orgelbauanstalt Breinbauer die Orgel anfertigte. |
| 1884    | Wilhering                        | Stiftskirche Wilhering                                              |            | III     | 39       | Erbaut von Leopold Breinbauer unter Verwendung des originales Prospekts von Johann Ignaz Egedacher (1741). |
| 1886    | Weinzierl am Walde               | Pfarrkirche Weinzierl am Walde                                      |            | I       | 6        | Erbaut von Leopold Breinbauer. |
| 1888    | Reinsberg                        | Pfarrkirche Reinsberg                                               |            | I       | 7        | Mechanische Kegellade, erbaut von Leopold Breinbauer. |
| 1890    | Traun                            | Stadtpfarrkirche Traun                                              |            | II      | 18       | Das Gehäuse schuf der Bildhauer Josef Kepplinger, es enthält 1134 Pfeifen. Die Orgel wurde wahrscheinlich bereits bei der Kirchweihe 1890 gespielt. 1989 wurde sie umfassend renoviert, sie steht unter Denkmalschutz.                                                                                   |
| 1891    | Attnang-Puchheim                 | Wallfahrtsbasilika Maria Puchheim                                   | Hauptorgel | II      | 24       | Marienorgel erbaut von Leopold Breinbauer und renoviert 2006 von Orgelbau Kuhn |
| 1892    | Vyšší Brod                       | Klosterkirche Mariä Himmelfahrt                                     | Hauptorgel |         |          | Hauptorgel der Kirche erbaut von Leopold Breinbauer, später durch Chororgel ergänzt. |
| 1893/94 | Liebenau                         | Pfarrkirche Liebenau                                                |            | I       | 10       | Von Leopold Breinbauer geschaffene Brüstungsorgel auf der Westempore mit dreifeldrigem, neoromanisch- gotisierendem Gehäuse mit einer Figur der hl. Cäcilia auf dem niedrigen Mittelfeld. Sie wird mit einer mechanischen Kegellade bespielt.                                                            |
| 1895    | Schloss Rosenau (Waldviertel)    | Hl. Dreifaltigkeit (Schloss Rosenau)                                |            | I/P     |          | Orgel von Leopold Breinbauer im barocken Gehäuse. |
| 1898    | Amstetten                        | Pfarrkirche Amstetten-St. Stephan                                   |            | II/P    |          | Orgel von Leopold Breinbauer im barocken Gehäuse. |
| um 1900 | Neußerling                       | Filialkirche Neußerling                                             |            | I       | 7        | Von Leopold Breinbauer erbaute mechanische Orgel. Das Instrument hat 740 Pfeifen, sie wurde ursprünglich für die Pfarrkirche Vorderweißenbach erbaut und 1982 nach Neußerling übertragen. |
| 1900    | Wartberg ob der Aist             | Pfarrkirche Wartberg ob der Aist                                    |            | II/P    |          | Von Leopold Breinbauer errichtete Orgel aus dem Jahr 1901. |
| 1901    | St. Marienkirchen an der Polsenz | Pfarrkirche St. Marienkirchen an der Polsenz                        |            | II/P    |          | Von Leopold Breinbauer errichtete Orgel aus 1901. |
| 1902    | Bad Zell                         | Pfarrkirche Bad Zell                                                |            | II/P    | 14       | Von Leopold Breinbauer errichtete Orgel aus 1901. |
| 1904    | Eidenberg                        | Pfarrkirche Eidenberg                                               |            |         |          | |
| 1905    | Nußbach                          | Pfarrkirche Nußbach                                                 |            | II/P    |          | 2006 wurde von Patrick Collon/Brüssel in das best. Gehäuse eine neue Orgel eingebaut. Teilweise wurden Teile der alten Orgel wiederverwendet. |
| 1908    | Göstling an der Ybbs             | Pfarrkirche Göstling an der Ybbs                                    |            | II/P    | 22       | Die Orgel wurde von Leopold Breinbauer gebaut. |
| 1909    | Gallneukirchen                   | Pfarrkirche Gallneukirchen                                          |            | II/P    | 20       | Die Orgel wurde von Leopold Breinbauer gebaut. |
| 1910    | Altmünster                       | Pfarrkirche Altmünster                                              |            | II/P    | 16       | Die Orgel wurde von Leopold Breinbauer gebaut. |
| 1911    | Kloster Vyšší Brod               | Klosterkirche Mariä Himmelfahrt                                     | Chororgel  | I       | 8        | Chororgel von Leopold Breinbauer Knapp 20 Jahre später nach dem Bau der Hauptorgel. |
| 1912    | Eisgarn                          | Kollegiatstift Eisgarn                                              |            | II/P    | 13       | Die Leopold Breinbauer-Orgel ist Teil der aus drei Orgeln bestehenden Orgel der Stiftskirche Eisgarn. und sowohl vom Generalspieltisch als auch von ihrem eigenen aus spielbar. |
| 1912    | Feldkirchen an der Donau         | Pfarrkirche Feldkirchen an der Donau                                |            | II/P    | 10       | Orgel in einem wegen des Westfensters geteilten neogotischen Gehäuse mit einer pneumatischen Spiel- und Registertraktur mit II Manualen und 10 Registern. |
| 1912    | Wien-Stammersdorf                | Pfarrkirche Stammersdorf                                            |            | II/P    | 17       | |
| 1913    | Eferding                         | Pfarrkirche Eferding                                                |            |         | 38       | Der Aufbau der Orgel wirkt durch das mittige große Fenster mit der Darstellung der hl. Cäcilia, der Patronin der Kirchenmusik, zweigeteilt. Die Orgel hat eine pneumatische Traktur mit 38 Registern und sechs Koppeln. Breinbauer verwendete große Bestände der Vorgängerorgel aus dem Jahre 1844.      |
| 1914    | Offenhausen                      | Pfarrkirche                                                         |            | I/P     | 10       | Die Orgel wurde von Leopold Breinbauer in das bestehende Orgelprospekt von 1757 eingebaut. |
| 1914    | Oberneukirchen                   | Pfarrkirche Oberneukirchen                                          |            | II/P    | 18       | |
| 1915    | Zelking                          | Pfarrkirche Zelking                                                 |            | I/P     | 8        | |